# Pallidoplectron subterraneum
Pallidoplectron subterraneum är en insektsart som beskrevs av Richards, A.M. 1965. Pallidoplectron subterraneum ingår i släktet Pallidoplectron och familjen grottvårtbitare. Inga underarter finns listade i Catalogue of Life.